# هنری آواگیان
هنری آواگیان (ارمنی: Հենրի Ավագյան؛ زادهٔ ۱۶ ژانویهٔ ۱۹۹۶ در ایروان) بازیکن فوتبال در پست دروازه‌بان اهل ارمنستان است.

## باشگاهی
از باشگاه‌هایی که در آن بازی کرده‌است می‌توان به باشگاه فوتبال میکا، باشگاه فوتبال اورارتو، باشگاه ورزشی نوراوانک و باشگاه فوتبال آلاشکرت اشاره کرد.

## تیم ملی
وی همچنین در تیم‌های ملی فوتبال زیر ۱۷ سال ارمنستان، زیر ۲۱ سال ارمنستان و ارمنستان بازی کرده‌است.